# ماساشی سوگاوارا
ماساشی سوگاوارا (انگلیسی: Masashi Sugawara؛ زادهٔ ۱۴ ژوئیهٔ ۱۹۶۲) صداپیشگی در ژاپن اهل ژاپن است.